# Rzecino
Rzecino (niem. Retzin) – wieś w Polsce położona w województwie zachodniopomorskim, w powiecie świdwińskim, w gminie Rąbino. Wieś jest siedzibą sołectwa Rzecino w którego skład wchodzi również miejscowość Gręzino.

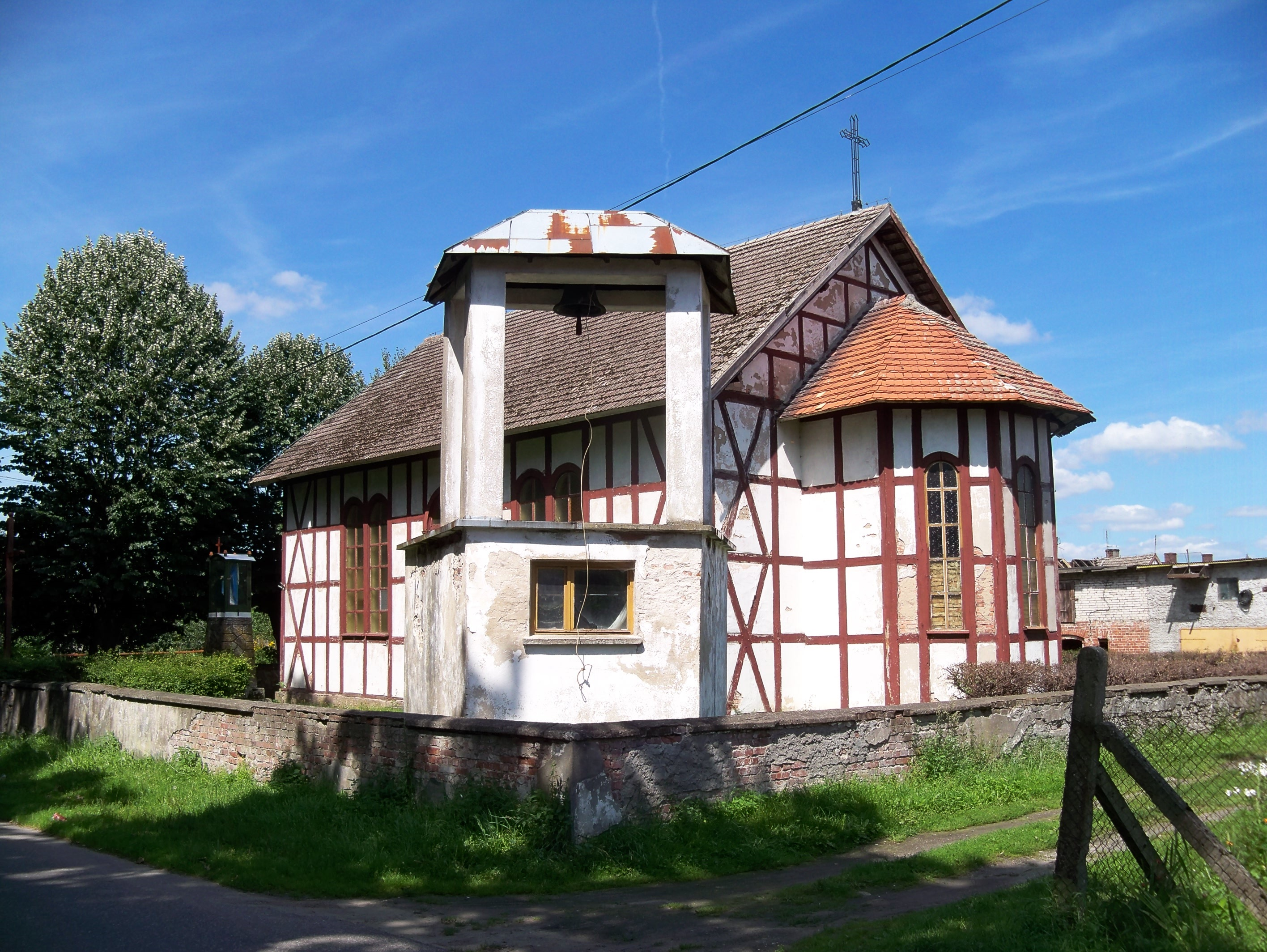
Kościół w Rzecinie

W miejscowości znajduje się kościół filialny pw. św. Józefa Rzemieślnika, należący do parafii w Lipiu. 
bud. XVIII w., szachulcowy, pośw. 7.10.1957, obiekt zabytkowy – nr rej. A-212 z 11.04.2005 r
W latach 1975–1998 wieś należała do woj. koszalińskiego. W Rzecinie znajduje się najmniejsza szkoła, jeżeli chodzi o liczebność uczniów, w Polsce. W roku 2013 było 6 uczniów (4 chłopców i 2 dziewczynki) http://www.nowiny24.pl/apps/pbcs.dll/article?AID=%2F20131201%2FSTYLZYCIA03%2F131129587